# Gest
Pour les articles homonymes, voir Gest (homonymie).
Le Gest est un cours d'eau du Béarn (département des Pyrénées-Atlantiques).
Il prend sa source sur la commune de Lys et se jette dans le Luz à Baliros.

## Affluents
- ruisseau de Herran
- ruisseau de l'Oustau
- ruisseau de Lacure
- ruisseau de Caset
- ruisseau de Debats
- ruisseau des Murs

## Département et communes traversés
Pyrénées-Atlantiques :
- Baliros
- Bosdarros
- Haut-de-Bosdarros
- Lys
- Pardies-Pietat
- Saint-Abit